# Конрад II фон Фрайзинг
Конрад II фон Фрайзинг също Конрад II вилдграф фон Даун (на немски: Konrad II von Freising; Konrad II Wildgraf von Dhaun; † 1279) е 27. епископ на Фрайзинг от 1258 до 1279 г.

## Произход и духовна кариера
Той е син на вилдграф (comites silvestres) Конрад II фон Кирбург-Даун (1194 – 1263) и съпругата му Гизела фон Саарбрюкен († сл. 1265), дъщеря на граф Симон II фон Саарбрюкен († 1207) и Лиутгард фон Лайнинген († сл. 1239). Трима от братята му също имат висши църковни служби. Герхард I († 1259) е архиепископ на Майнц (1251 – 1259), Хайнрих е абат на абатство „Св. Максимин“ в Трир и Симон – пропст на манастир „Св. Мауритц“ в Майнц. Роднина е на Хайнрих фон Лайнинген († 1272), канцлер на Свещената Римска империя, епископ на Шпайер. Неговите племенници са Емихо († 1311), епископ на Фрайзинг (1283 – 1311), Герхард домпропст на Фрайзинг, Хуго домкапитулар в Майнц, и Фридрих († сл. 1310), провинцмайстор или велик приор на ордена на Тамплиерите за Горна Германия.
Конрад е през 1228 г. домхер на Фрайзинг, 1232 г. също на Регенсбург и по-късно пропст на Изен. От капитела на катедралата той е избран през 1258 г. за наследник на Конрад I фон Тьолц и Хоенбург († 18 януари 1258) за епископ на Фрайзинг и одобрен от архиепископа на Залцбург.
Неговият приемник като епископ от 1279 г. е Фридрих фон Монталбан.